# Olympische Winterspiele 1984/Behindertenskisport
Bei den XIV. Olympischen Spielen 1984 in Sarajevo wurden vier Wettbewerbe im Behindertenskisport als Demonstrationssportart ausgetragen.

## Medaillenspiegel
| Platz  | Land               | Gold | Silber | Bronze | Gesamt |
| ------ | ------------------ | ---- | ------ | ------ | ------ |
| 1      | Österreich         | 1    | 3      | –      | 4      |
| 2      | BR Deutschland     | 1    | 1      | –      | 2      |
| 3      | Schweiz            | 1    | –      | 1      | 2      |
| 4      | Schweden           | 1    | –      | –      | 1      |
| 5      | Vereinigte Staaten | –    | –      | 2      | 2      |
| 6      | Norwegen           | –    | –      | 1      | 1      |
| Gesamt | Gesamt             | 4    | 4      | 4      | 12     |

## Wettbewerbe

### Riesenslalom für Unterschenkelamputierte
| Platz | Land | Sportler        | Zeit (min) |
| ----- | ---- | --------------- | ---------- |
| 1     | FRG  | Alexander Spitz | 1:08,05    |
| 2     | AUT  | Rainer Bergmann | 1:09,91    |
| 3     | USA  | David Jamison   | 1:10,18    |
| 4     | FRG  | Michael Hipp    | 1:12,15    |
| 5     | AUT  | Peter Perner    | 1:12,32    |

### Riesenslalom für Beinamputierte
| Platz | Land | Sportler         | Zeit (min) |
| ----- | ---- | ---------------- | ---------- |
| 1     | AUT  | Markus Ramsauer  | 1:02,66    |
| 2     | AUT  | Josef Meusburger | 1:04,90    |
| 3     | USA  | Bill Latimer     | 1:05,41    |
| 4     | SUI  | Eugen Diethelm   | 1:06,04    |
| 5     | SUI  | Paul Fournier    | 1:07,10    |

### Riesenslalom für einarmige Amputierte
| Platz | Land | Sportler            | Zeit (min) |
| ----- | ---- | ------------------- | ---------- |
| 1     | SUI  | Paul Neukomm        | 1:02,19    |
| 2     | AUT  | Dietmar Schweninger | 1:03,04    |
| 3     | SUI  | Rolf Heinzmann      | 1:03,25    |
| 4     | SUI  | Heinz Moser         | 1:03,66    |
| 5     | USA  | Reed Robinson       | 1:04,78    |

### Riesenslalom für beidarmig Amputierte
| Platz | Land | Sportler           | Zeit (min) |
| ----- | ---- | ------------------ | ---------- |
| 1     | SWE  | Lars Lundström     | 1:05,09    |
| 2     | FRG  | Felix Abele        | 1:05,91    |
| 3     | NOR  | Cato Zahl Pedersen | 1:06,21    |
| 4     | FRG  | Niko Moll          | 1:06,44    |
| 5     | SUI  | Felix Gisler       | 1:08,38    |